# Качка

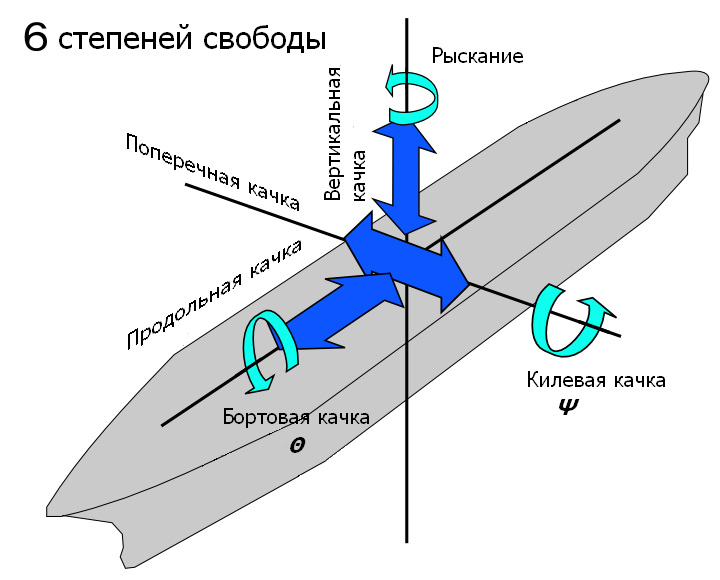
Виды качки

Качка (морская) — колебания (переменное периодическое движение) плавающего корабля (судна) под действием волнения или других внешних сил. Также — раздел теории корабля, изучающий качку.

## Виды качки
Судно, в общем случае, имеет 6 степеней свободы. Соответственно, различают 6 видов качки: 3 вращательных — бортовая, килевая и рыскание, и 3 возвратно-поступательных — вертикальная, продольная, поперечная. Все виды качки характеризуются периодом T, выражаемым в секундах, и амплитудой, чья мера зависит от вида качки. По степени влияния на судно, они располагаются:
- Бортовая качка — вращательные колебания вокруг продольной оси судна. Амплитуда Θ, выражается в угловой мере
- Килевая качка — вращательные колебания вокруг поперечной оси судна. Амплитуда Ψ, выражается в угловой мере
- Вертикальная качка — возвратно-поступательное движение вдоль вертикальной оси судна. Возникает от переменной силы поддержания и связанного с ним переменного текущего водоизмещения. Амплитуда ζ, выражается в линейной мере
- Поперечная качка — возвратно-поступательное движение вдоль поперечной оси судна. Возникает при боковом волнении
- Продольная качка — возвратно-поступательное движение вдоль продольной оси судна при встречном или попутном волнении
- Рыскание — вращательные колебания вокруг вертикальной оси судна. Чаще всего его влияние трудно отделимо от вопросов управляемости

## Влияние качки на судно
По сравнению с бортовой и килевой качкой, влияние остальных четырех видов — незначительно. Тем не менее, оно учитывается при определении условий работы оборудования и/или боевого применения бортового вооружения. Но в чистом виде они встречаются редко. В плавании судно сталкивается с комбинацией всех выше перечисленных, но в зависимости от преобладания выделяют поперечную и продольную.
Качка приводит к понижению скорости судна. Ухудшаются условия работы механизмов и приборов. Возникают дополнительные напряжения в корпусе и надстройках, а при большой амплитуде килевой и вертикальной качки — удар корпуса о волну (слемминг). Качка вызывает морскую болезнь.
При больших амплитудах качка может привести к потере остойчивости судна и его затоплению.
Вызванные качкой колебания конструкций корпусов кораблей можно измерить с помощью прибора паллограф.

## Методы снижения
Для уменьшения бортовой качки судоводитель старается увеличить период собственных колебаний корпуса за счет снижения начальной остойчивости, чтобы собственные колебания корпуса в 2-3 раза превышали характерный видимый период падающих на судно штормовых волн; либо увеличить скорость хода судна для более частого воздействия на корпус судна штормовых волн, и вывода судна из зоны резонансных колебаний чрезмерно остойчивого корпуса.
Снижение килевой качки возможно при взаимокомпенсации гидродинамических сил, происходящих при корабельном волнообразовании в условиях воздействия на корпус трохоидальных волн большой высоты. Это достигается уменьшением высоты и объёма надводной части в носовой оконечности корпуса, завалом форштевня с подрезом в его подводной части, а также включением специально закрученной поверхности судовой обшивки в районе носовой скулы, засасывающей гребень расходящейся корабельной волны под днище корпуса.
Применяются откидные триммеры (на высокоскоростных катамаранах фирмы Incat) — балансируя ими, регулируя их подъёмную силу (управление осуществляется автоматически компьютером) удаётся снизить уровень качки.
На сегодняшний день продвигается технология судов с малой площадью ватерлинии (англ. Small Waterplane Area Twin Hull, S.W.A.T.H.), в мире насчитывается около 50 подобных судов. Это достаточно дорогостоящее и сложное в исполнении производство, однако весьма эффективное. Стабильность такого судна обеспечивают погружённые в воду понтоны, наличие которых и являются основным отличием подобного рода кораблей от катамаранов или судов на подводных крыльях (катамараны находятся полностью на поверхности воды, а суда на подводных крыльях развивают большую скорость только в спокойном море). Поэтому с волнами в 5 баллов ничто не может справляться, кроме судов с малой площадью ватерлинии. Такие корабли используются в туристической сфере, научно-исследовательской деятельности и военной сфере.